# Stéphane Lessard
Stéphane Lessard, né le 2 février 1962 à Mascouche, est un joueur professionnel franco-canadien de hockey sur glace.

## Carrière
Stéphane Lessard joue d'abord dans la Ligue de hockey midget AAA avec l'équipe de Boisbriand-Laurentides puis dans la Ligue de hockey junior AAA du Québec pendant cinq saisons avec les Remparts de Québec, le Junior de Montréal et les Draveurs de Trois-Rivières pendant la saison 1982-1983 où il joue aussi cinq matchs avec les Generals de Flint en Ligue internationale de hockey.
Il arrive en France en 1983 et commence à Méribel en National B pendant deux saisons. En 1985, il rejoint les Aigles de Saint-Gervais, le champion en titre et participe à la conservation du titre en 1986 et pour les Aigles du Mont-Blanc en 1987. En 1987, il passe aux Huskies de Chamonix ; bien qu'il soit le meilleur marqueur du club, Chamonix est relégué. Il reste dans l'élite en rejoignant les Écureuils d'Amiens. Son dernier but professionnel est un but légendaire en prolongation dans le brouillard à Rouen qui permet à Amiens de se qualifier pour sa première finale. Il est l'auteur de 159 buts en 131 matches de Nationale A.
Quinze jours avant la reprise du championnat de France en 1989, il décide d'être au Canada afin d'écrire des chansons pour son ami, le chanteur Roch Voisine. Ils connaissent le succès avec la chanson Hélène, sortie en novembre 1989, qui sera numéro 1 des ventes en France pendant l'hiver 1990.
Il continue à jouer au hockey au sein de la Ligue de hockey semi-professionnelle du Québec avec les Gouverneurs de Sainte-Foy ou le Mission de Joliette.
Il obtient la nationalité française pour être dans l'équipe de France aux Jeux olympiques de 1988 à Calgary,,. Il avait participé auparavant au championnat du monde 1987.
En 2015, il revient en France, à Méribel, où il entraîne l'équipe amatrice et l'équipe féminine du Hockey Courchevel Méribel Pralognan.